# Вильгельм I (герцог Юлиха)
Вильгельм I (фр. Guillaume I de Juliers, нем. Wilhelm I. von Jülich; ум. 26 февраля 1361) — первый герцог Юлиха с 1356 года, граф Юлиха в 1328—1336 годах  (под именем Вильгельм V), маркграф Юлиха в 1336—1356 годах, граф Кембридж с 1340 года, сын Герхарда V Юлихского и его второй жены Елизаветы Брабантской.

Юлих в 1350 г. (справа светло-зелёным цветом)

## Биография
Вильгельм наследовал отцу в графстве Юлих 1328 году. В 1331—1332 годах, истратив огромные деньги, он добился избрания архиепископом Кёльна своего брата Вальрама.
Женившись (26 февраля 1324 года) на Жанне д’Авен ([1311/13]-1374), дочери графа Эно Вильгельма I и Жанны де Валуа, стал свояком императора Людвига Баварского и английского короля Эдуарда III, женатых на других дочерях графа. В 1336 году император Людвиг IV сделал Юлих маркграфством, а его преемник Карл IV в 1356 году — герцогством. В качестве маркграфа и герцога правитель Юлиха принял имя Вильгельм I.
Умер в 1361 году.

## Дети
- Герхард I (ум. 1360), граф Равенсберга и Берга
- Вильгельм II (ум. 1393), герцог Юлиха с 1361
- Рихарда, мужья: с 1330 герцог Оттон IV Баварский (ум. 1334), затем с 1354 Энгельберт, граф де Ла Марк (1333—1391)
- Изабелла (ум. 1411), мужья: граф Джон Кентский (1330—1352), затем с 1330 Эсташ д’Абришкурт (ум. 1372)
- Жанна (ум. 1367), с 1352 замужем за Вильгельмом фон Изенбургом, графом фон Вид (ум. 1383)
- Филиппа (ум. 1390), с 1357 жена Готфрида фон Хайнсберга (ум. 1395).